# La Pierre philosophale
Pour plus de détails, voir Fiche technique et Distribution.
La Pierre philosophale (Parash Pathar) est un film indien réalisé par Satyajit Ray, en 1958.

## Synopsis
Paresh Chandra Dutt, un employé de banque de Calcutta, trouve par terre une petite pierre ronde. Pensant qu’il s’agit d’une bille, il la donne à son neveu. Lorsqu’il s’aperçoit que la pierre a en réalité le pouvoir de changer tous les métaux en or, il la lui rachète en échange de bonbons, et transforme en or quelques vieux boulets de canon. Le voilà soudain riche.
Mais son secret s’évente et il doit fuir avec sa femme. Il confie alors la pierre à son jeune secrétaire. Celui-ci, apprenant que son patron a été arrêté par la police, est pris de panique et avale la pierre. Les objets transformés retournent alors à leur état premier.

## Fiche technique
- Titre : La Pierre philosophale
- Titre original : Parash Pathar
- Réalisation : Satyajit Ray
- Scénario : Rajshekhar 'Parashuram' Basu
- Production : Promod Lahiri
- Musique : Ravi Shankar
- Photographie : Subrata Mitra
- Son : Durgadas Mitra
- Montage : Dulal Dutta
- Décors : Bansi Chandragupta
- Format : Noir et Blanc - 35 mm - Son : mono
- Durée : 111 minutes
- Langue : Bengali
- Pays :  Inde
- Budget : USD
- Dates de sortie : 
  -  France : 18 février 1959

## Distribution
- Tulsi Chakraborty : Paresh Chandra Dutta
- Ranibala : Giribala Dutta
- Kali Bannerjee : Priyotosh Henry Biswas
- Gangapada Basu : Kachalu (Homme d’affaires)
- Haridhan Chatterjee : Inspecteur de police
- Jahar Ray : Bhajahari
- Bireswar Sen : Officier de police
- Mani Srimani : Dr. Nandi
- Chhabi Biswas : Invité au cocktail
- Bharati Devi : Invité au cocktail
- Chandrabati Devi : Invité au cocktail
- Jahar Ganguli : Invité au cocktail
- Subodh Ganguli : Invité au cocktail
- Tulsi Lahiri : Invité au cocktail
- Kamal Mitra : Invité au cocktail
- Nitish Mukherjee : Invité au cocktail
- Amar Mullick : Invité au cocktail
- Renuka Roy : Invité au cocktail
- Pahadi Sanyal : Invité au cocktail

## Distinctions
Le film a été présenté en sélection officielle en compétition au Festival de Cannes 1958.